# Maja e Hekurave
Die Maja e Hekurave ist ein 2559 m ü. A. oder sogar 2561 m ü. A. hoher Gipfel des Bergmassivs Mali i Hekurave (selten auch als Hekuravestock bezeichnet) in den Albanischen Alpen in Nordalbanien. Sie gehört zu den zehn höchsten Gipfeln des Gebirges.
Die Maja e Hekurave erhebt sich zwischen dem Becken von Nikaj-Mërtur im Südwesten und dem Valbonatal, das einen weiten Bogen im Norden und Nordosten bildet, um dann im Süodsten in den breiteren Talkessel von Tropoja zu münden. Die Valbona fließt von dort gegen Südwesten dem Drin zu. Jenseits vom Pass Qafa e Droç(k)ës im Nordwesten und dem Tal der Motina erhebt sich das Massiv der Maja Grykat e Hapëta (2625 m ü. A.). Nach Süden zieht sich das Massiv noch bis zur Maja e Mërturit (1757 m ü. A.), die dann steil zum Drin abfällt. Nördlich dieses Berges wird das Massiv vom Pass Qafa e Kolçit (1130 m ü. A.) unterbrochen, steigt dann aber steil an zur Maja e Dhive (2334 m ü. A.). Ein Grat führt von der Spitze der Maja e Hekurave nach Nordosten zur Maja e Zezë (2421 m ü. A.). Im Westen ist der Maja e Hekurave vorgelagert die Maja e Alshinës (2295 m ü. A.), im Osten bildet die Maja Lugu i Thiut (2109 m ü. A.) den Abschluss des Massivs. Der Karstblock rund um den Gipfel ist stark zerklüftet mit vielen Karen und einem Bergsee südlich der Maja Lugu i Thiut, dem Liqeni i Panarit resp. Markajsee auf ca. 1400 m ü. A.

„Dieser Fluß [Curaj] und die Valbona halten weiten Abstand voneinander. Deshalb bauen nun die mächtigen Kalkpakete der Nordalbanischen Tafel einen gewalitgen, plateauartigen Gebirgsstock auf, den Stock der Maja e Hekurave., Er ist nur wenig von den Neben- und Ursprungstälern der Valbona gegliedert. Aber seine Gipfel sind doch durch intensive eiszeitliche Vergletscherung zugeschärft.“

Der Gipfel ist Teil des Nationalparks Alpen Albaniens.
An den Südosthängen des Massivs unterhalb der Maja Lugu i Thiut liegt die Stadt Bajram Curr, im Norden im Tal der Valbona das Dorf Dragobia.
Der Name Maja e Hekurave beinhaltet das albanische Wort hekur, das Eisen bedeutet. Eine Legende bringt die messerähnlichen Gipfel mit der biblischen Sintflut in Verbindung: Die Arche Noah sei in den Höhen der Maja e Hekurvae festgesteckt und mit der Eisenkette des Ankers verbunden.
Auf dem Gipfel befindet sich eine Metallkonstruktion, vermutlich die Reste einer Triangulationspyramide. Gewisse leiten den Namen des Berges davon ab, er dürfte aber älter sein, da er schon in Publikationen aus der Zeit der ersten Vermessungen zu finden ist.